# Dumortiera hirsuta
Dumortiera es un género monotípico de musgos hepáticas de la familia Dumortieraceae. Su única especie: Dumortiera hirsuta, es originaria de Brasil.

## Taxonomía
Dumortiera hirsuta fue descrita por (Sw.) Nees  y publicado en Flora Brasiliensis seu Enumeratio Plantarum 1: 307. 1833.
Variedad aceptada
- Dumortiera hirsuta subsp. nepalensis (Taylor) R.M. Schust.

Sinonimia
- Dumortiera hirsuta var. hirsuta
- Dumortiera hirsuta subsp. hirsuta
- Marchantia hirsuta Sw.